# Pseudobranchus
Pseudobranchus – rodzaj płazów ogoniastych z rodziny syrenowatych (Sirenidae).

## Zasięg występowania
Rodzaj obejmuje gatunki występujące w Karolinie Południowej na południe do Florydy w Stanach Zjednoczonych.

## Systematyka

### Etymologia
- Pseudobranchus: gr. ψευδος pseudos „fałszywy”; βραγχος branchos „skrzela”[5].
- Parvibranchus: łac. parvus „mały”[6]; gr. βραγχος branchos „skrzela”. Nazwa zastępcza dla Pseudobranchus[4].

### Podział systematyczny
Do rodzaju należą następujące gatunki:
- Pseudobranchus axanthus Netting & Goin, 1942
- Pseudobranchus striatus (LeConte, 1824) – syrena paskowana